# Логвинович, Георгий Владимирович
Георгий Владимирович Логвинович (10 февраля 1913, Леонтьево, Вяземский уезд, Смоленская губерния — 10 февраля 2002, Москва) — советский, российский и украинский учёный в области механики и гидродинамики, академик АН УССР с 1967 года. Преподаватель высшей школы, профессор (1957).
Внёс большой научный вклад в разных областях механики, во внедрение научных результатов в машиностроение, в конструирование техники, в том числе военного назначения. Выступил как крупный организатор науки, создатель научных школ.

## Биография
Родился 10 февраля 1913 года в имении Леонтьево близ Вязьмы в дворянской помещичьей семье; отец — Владимир Георгиевич. По отцовской линии предки восходили к сподвижнику Богдана Хмельницкого — Логвинову-Бунчуку. Мама — Татьяна Фёдоровна Филатова, приходилась дальней родственницей врачу-офтальмологу В. П. Филатову.
С 1916 года семья жила в Трёхпрудном переулке в Москве.
После революции 1917 года был вынужден подрабатывать, был курьером, электромонтёром. В школьные годы увлёкся техникой; ещё будучи учеником девятого класса, получил свой первый патент на бензиновый мотор для велосипеда. Окончил среднюю школу № 43 в Москве (в Скатертном переулке) с конструкторским уклоном (1930), поступил на завод «Редкие элементы», работал конструктором. Занимался разработкой новых твёрдых сплавов, предложил новую конструкцию высокотемпературной электрической печи. В возрасте восемнадцати лет возглавил собственное небольшое конструкторское бюро. В 19 лет был ответственным за проект нового производства металлического бериллия, технический руководитель по монтажу и наладке оборудования нового производства. Выполнил расчёт распределения электромагнитных характеристик в электролите при промышленном производстве бериллия.
По заводской путёвке поступил на физический факультет в Московский университет, учился без отрыва от производства. В годы индустриализации страны работал на литерном (спецназначения) заводе, возглавлял ПКБ, создавал новые установки, предложил паротурбинный двигатель, самонаводящуюся авиационную торпеду.
Окончил Московский университет (1935), был призван на военную службу, курсант-одногодичник. Служил в химвойсках. Вступил в комсомол. Изготовил по собственному проекту ракету доставки дымовых шашек на рубеж и получил направление в Академию химзащиты. Во время полевых учений по прорыву укрепрайона, командуя химвзводом, проявил тактическую инициативу, был отмечен благодарностью командующего армией И. Уборевича. Получил звание младшего лейтенанта.
Работал на предприятиях авиационного профиля, на Дирижаблестрое, рассчитывал балки сложной формы для авиаконструкций на продольную устойчивость при сжатии. При совместной производственной и общественной работе познакомился с И. В. Остославским, И. В. Ананьевым, Г. П. Свищёвым. В 1938 году перешёл в ОКБ-17 Судпрома, занимался разработкой рикошетирующей торпеды, устойчивостью планёра с гироскопом, самоустанавливающейся гидродинамической решёткой, устойчивостью материалов. Возглавил разработку корабельного минного охранителя, участвовал в натурных испытаниях (1940—1941).
В годы Великой Отечественной войны — офицер Минно-торпедного управления ВМФ, по служебным делам находился на Белом, Балтийском, Чёрном, Каспийском морях, Тихом океане. На подводной лодке ходил в Турку и Хельсинки. Дважды корабли, на которых служил Логвинович, получали прямые попадания бомб и один раз подверглись торпедной атаке. Участник операций «Северный конвой» по проводке англо-американских караванов морских судов в Архангельск. Участвовал в разработке плавающих фугасов для подрыва речных переправ противника. Войну закончил в Севастополе.
С 1945 года, по рекомендации Л. И. Седова и А. Н. Добровольского добившись откомандирования из ВС, работал в ЦАГИ. Исследовательская работа была связана с актуальной послевоенной проблемой траления мин. Была успешна решена задача создания специальной аппаратуры для записи гидродинамических полей, по разработанной теории были составлены таблицы безопасных скоростей судов (изученные весьма тонкие эффекты обнаружили принцип срабатывания мин от очень малого снижения давления воды под движущимся кораблём). Одновременно разрабатывался вибрационный акустический трал, способы авиационного торпедометания. Решения всех прикладных проблем имели глубокие и важные научные обобщения — формулировку общих гидродинамических принципов, определение направлений исследований, остающихся актуальными и в современности. Кандидат наук (1948), доктор наук (1954). Военную службу окончил в 1968 году в звании инженер-полковник.
В 1966—1971 годах одновременно с работой в ЦАГИ был директором Института гидромеханики АН УССР, где выступил основоположником научной школы и руководителем работ по созданию современной экспериментальной базы по двум новым направлениям — гидродинамика больших скоростей и гидробионика. В 1979—1999 годах возглавлял 12-е (гидродинамическое) отделение ЦАГИ.
Преподавал в Московском энергетическом институте, Московском авиационном институте, Московском физико-техническом институте, профессор (1957).
Вёл большую научно-организационную работу, участвовал в организации Всесоюзных съездов по теоретической и прикладной механике, руководил секциями в трёх научных советах АН СССР и известным семинаром в Московском музее Н. Е. Жуковского, регулярно собиравшем специалистов со всей страны. Член Национального комитета по теоретической и прикладной механике СССР (1965).

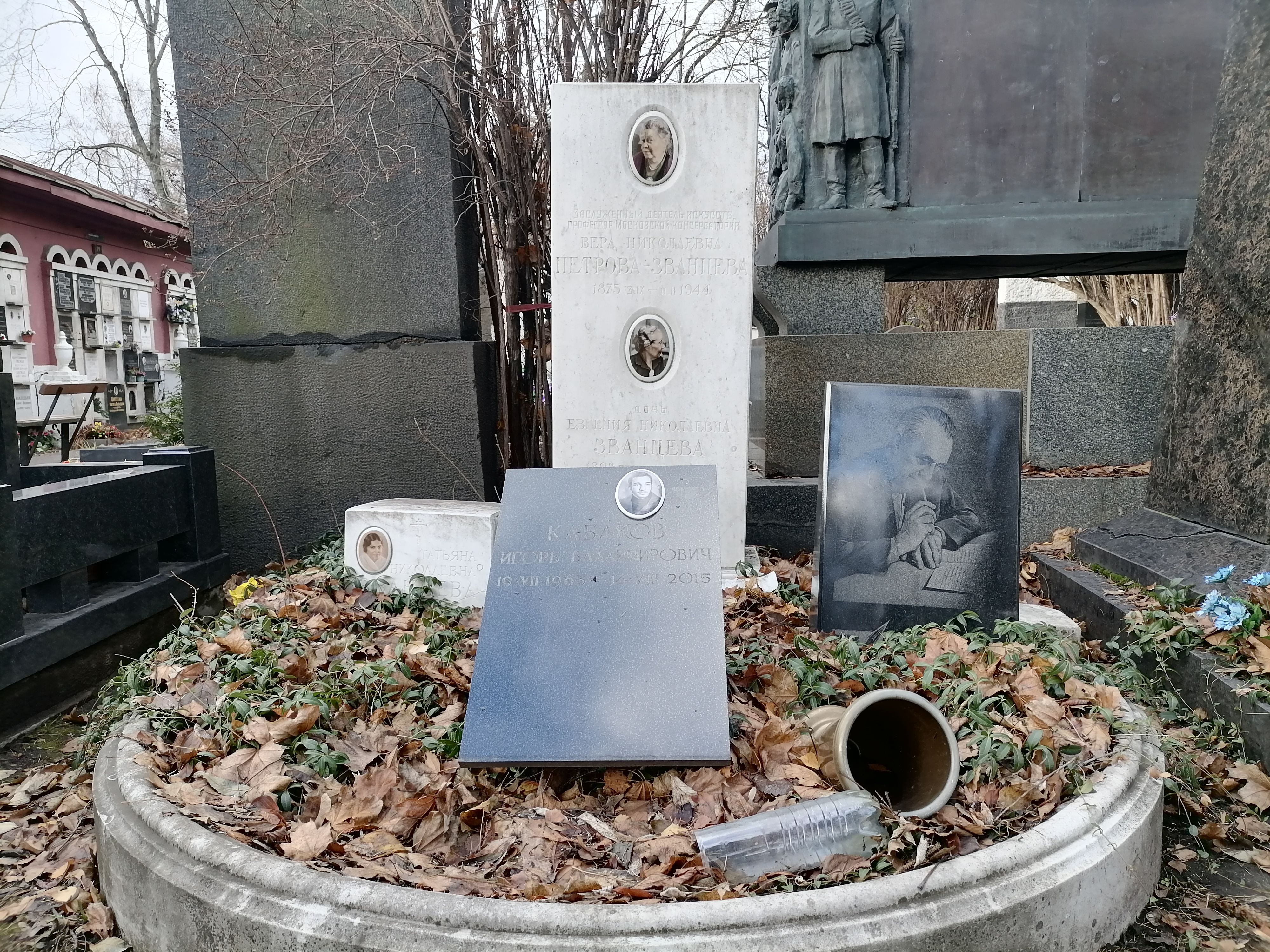
Могила на Новодевичьем кладбище

Ушёл из жизни 10 февраля 2002 года. Похоронен на Новодевичьем кладбище в Москве (2 уч.).

## Научные интересы
Развил теорию высокоскоростной гидродинамики, доказал ряд теорем. Исследовал явление быстрого погружения тела в жидкость, развил теорию глиссирования и срывного обтекания
тонких тел, рассчитал энергию акустических волн. Предложил форму профиля подводного крыла (клиновидный профиль), создал общую теорию подводных крыльев с бесконечными кавернами.
Выступил основателем гидродинамики рыб и морских животных. Рассмотрел ряд вопросов теории реактивного движения.
Сформулировал принцип независимости расширения развитой каверны.
В 1959 году выдвинул концепцию нового высокоскоростного подводного оружия — ракеты-торпеды, развивающей скорость до 200 узлов (программа «Шквал»).

### Редакторская деятельность
- Редкол.: Г. В. Логвинович (отв. ред.) и др. Бионика / Респ. межвед. сб.  АН УССР, Ин-т гидромеханики. — Киев : Наук. думка.
- Ред. коллегия: … акад. Г. В. Логвинович (отв. ред.) и др. Гидродинамика гидросооружений и гидроупругость : Сборник статей / АН УССР. — Киев : Наукова думка, 1970. — Вып. 16. — 99 с.
- Редкол.: Г. В. Логвинович (отв. ред.) и др. Гидродинамические вопросы бионики : Сб. науч. тр. / АН УССР, Ин-т гидромеханики. — Киев : Наук. думка, 1983. — 119 с.
- Список трудов Г. В. Логвиновича в каталоге Российской национальной библиотеки. Дата обращения: 22 ноября 2024.

## Известные высказывания
Человек, не могущий технически обслужить свой автомобиль, не может работать в ЦАГИ.

## Личная жизнь
Жена — Татьяна (1913—1994), дочь известных оперных певцов В. Н. Петровой-Званцевой и Н. Н. Званцева.

## Награды и премии
- Ленинская премия (1978, в составе коллектива, в том числе Е. Д. Раков, Е. С. Шахиджанов, Ю. В. Фадеев, И. М. Сафонов, Ю. Г. Ильин) за создание системы «Шквал»
- Премия имени Н. Е. Жуковского (1965) за монографию «Гидродинамика течений со свободными границами»
- Премия имени Н. Е. Жуковского (1991) за вклад в научное обеспечение разработки самолёта-амфибии А-40.
- Государственная премия Украины в области науки и техники (2002) за цикл работ по исследованию суперкавитационных течений[15]
- Орден «Знак Почёта»[16]
- Медаль «За оборону Советского Заполярья»[17]
- Медаль «За победу над Германией в Великой Отечественной войне 1941—1945 гг.»[17]
- Медаль «За оборону Кавказа»[17]
- Орден Отечественной войны II степени[18]
- Медаль «За боевые заслуги»[18]
- Орден Красной Звезды[18]
- Орден Октябрьской Революции[19]
- Орден Трудового Красного Знамени (дважды)[19]

## Память
К 100-летию со дня рождения академика в ЦАГИ выпустили книгу, посвящённую в том числе этому событию.
В. Т. Грумондз, Ю. Ф. Журавлёв, Э. В. Парышев, В. П. Соколянский, О. П. Шорыгин. Гидродинамика и динамика высокоскоростного движения тел в жидкости : Посвящается 95-летию Центрального аэрогидродинамического института имени профессора Н. Е. Жуковского и 100-летию со дня рождения академика Георгия Владимировича Логвиновича / отв. ред. В. Т. Грумондз. — М.: Наука, 2013. — 573, [1] с. — ISBN 978-5-02-038480-4.